# Dwight D. Eisenhower
Generál Dwight David Eisenhower, známý též jako Ike, (14. října 1890 – 28. března 1969) byl americký pětihvězdičkový generál a 34. prezident Spojených států amerických.
Během druhé světové války byl vrchním velitelem (západních) spojeneckých expedičních sil v Evropě (1944–1945). Po válce nějakou dobu zastával nejvyšší vojenské funkce v ozbrojených silách USA. V roce 1952 odešel jako voják do důchodu, ale zároveň vstoupil do americké vysoké politiky. Získal nominaci Republikánské strany pro kandidaturu na prezidenta USA a v prezidentských volbách roku 1952 zvítězil. Úřad prezidenta USA poté zastával po dvě funkční období v letech 1953–1961.

## Původ a mládí
Narodil se do německo-americké rodiny v Denisonu v Texasu, vyrůstal však v Kansasu. Byl třetí ze sedmi synů Davida Jacoba Eisenhowera a Idy Elizabeth Stover. Byl jediným jejich dítětem, které se narodilo v Texasu.
Eisenhowerovi předkové v mužské linii připluli do Severní Ameriky v roce 1741. Pocházeli z vesnice Karlsbrunn na území dnešního Sárska. Jejich původní jméno znělo Eisenhauer. Usadili se napřed v Yorku v tehdejší britské korunní kolonii Pensylvánie. Hans Nikolaus Eisenhauer se pak přestěhoval do Lancasteru, rovněž v Pensylvánii.
Do americké občanské války rodina Eisenhowerů prakticky vůbec nezasáhla. V roce 1892 se rodina přesunula do Abilene. Dwightův otec pracoval ve školství. Jeho matka se v roce 1895 rozhodla pro změnu náboženského vyznání a připojila se k Mezinárodním badatelům Bible, později známým jako Svědkové Jehovovi. Od roku 1896 do 1915 jejich dům sloužil jako místo, kde se místní skupina badatelů Bible scházela. Svědkové Jehovovi jsou silně zaměřeni proti vojenství a válce, což výrazně ovlivnilo život Dwighta Eisenhowera. Projevilo se to zejména v roce 1911, kdy se rozhodl nastoupit na Vojenskou akademii Spojených států v městě West Point ve státě New York. To také způsobilo, že dům jeho matky už nebyl místem, kde se badatelé Bible mohli scházet. Vznikl tak dlouhodobý ideový spor mezi matkou a synem (jakož i mnoho dalších), kdy jeho matka výrazně nesouhlasila s jeho vojenskou kariérou. Přesto spolu nadále udržovali velmi blízký vztah.

## Vzdělání
Společně se svými šesti bratry navštěvoval Abilenejskou střední školu. V roce 1909 absolvoval a přijal práci nočního předáka v mlékárně, aby pomohl svému bratru Edgarovi zaplatit vysokoškolské vzdělání. Po této pracovní pauze absolvoval testy na Námořní akademii, kterými prošel, ale protože byl starý na to, aby jej přijali, musel být doporučen kansaským senátorem Josephem L. Bristowem. Díky tomu byl přijat. Jeho rodiče byli proti vojenství, ale vzdělání svého syna považovali za přednější. Během svých studií na akademii dosahoval skvělých sportovních výsledků. Jako člen školního fotbalového týmu získal i několik cen. Ovšem jeho slibná sportovní kariéra fotbalisty skončila velmi rychle kvůli zranění. Akademii absolvoval v roce 1915 v první polovině svého ročníku.

## První vojenské zkušenosti

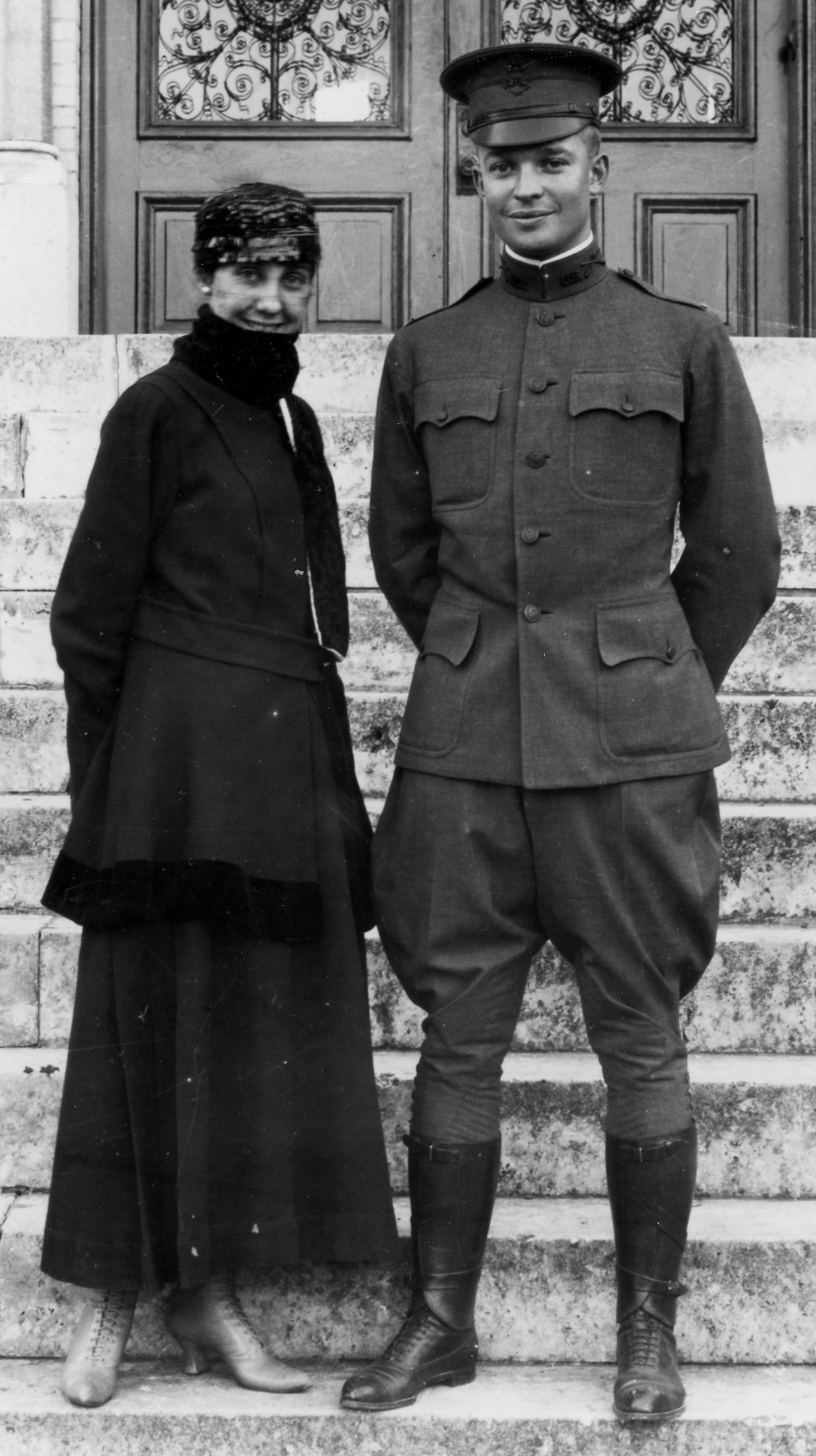
Eisenhower se svou manželkou Mamie, San Antonio, Texas v roce 1916

Poté sloužil u pěchoty na různých místech. Například v Texasu a v Georgii. Během první světové války se stal velitelem tankové jednotky a byl dočasně povýšen do hodnosti podplukovníka.
První světovou válku strávil jako instruktor a cvičil posádky tanků v Pensylvánii, přičemž nikdy nezažil ani neviděl skutečnou válku. Po válce mu byla navrácena jeho původní mírová hodnost kapitána (ale následně byl povýšen na majora). Do roku 1922 zůstal u tankové divize jako instruktor a během tohoto pobytu byl ve styku s dalšími americkými tankovými veliteli včetně George S. Pattona. Po roce 1922 se stal výkonným důstojníkem u generála Foxe Connera v oblasti panamského průplavu, kde sloužil do roku 1924. Pod Connerovým vedením věnoval svůj volný čas studiu historické a teoretické části války. Později prohlásil, že toto období mělo možná největší vliv na jeho vojenskou kariéru a vůbec na celé jeho vojenské myšlení.
V letech 1925–1926 navštěvoval velitelskou školu ve Forth Leavenworth v Kansasu, kterou absolvoval jako nejlepší ve svém ročníku. Poté sloužil jako velitel praporu v pevnosti Benning v Georgii a to až do roku 1927.
Na přelomu dvacátých a třicátých let jeho kariéra stagnovala, neboť byl mír. Nebylo tedy možné aby se mohly projevit jeho vojenské schopnosti, kterými nepochybně oplýval. Během této doby mnoho jeho přátel odešlo z americké armády a hledalo své uplatnění v jiných nevojenských oblastech a lukrativnějších odvětvích.
V této době „nudy“ byl zvolen do American Battle Monuments Commission, která byla vedena generálem Johnem J. Pershingem, záhy také do Army War College a poté sloužil jako výkonný důstojník generála George V. Moselyho jako Assistant Secretary of War od 1923 do 1929. Poté přišlo jedno z nejdůležitějších období jeho života, kdy sloužil jako „Chief military aide“ u generála Douglase MacArthura. Byl povýšen k „Army Chief of Staff“, kde zůstal do roku 1935. Poté společně s generálem MacArthurem odcestoval na Filipíny, kde sloužil jako vojenský poradce filipínské vládě.
O této době se říká, že to byla pro něj ta nejlepší škola, která jej mohla připravit na „ego“ britského premiéra Winstona Churchilla, generála George S. Pattona a Bernarda Montgomeryho, se kterými musel během druhé světové války často jednat.
V roce 1936 byl po 16 letech povýšen z majora do hodnosti podplukovníka. Také se rozhodl naučit létat, vyvrcholením jeho letecké pilotní kariéry se v roce 1937 stal jeho přelet na Filipíny. Navzdory tomu všemu nikdy nebyl v americké armádě veden jako vojenský pilot.
Vrátil se zpět do vlasti, kde od roku 1939 pracoval ve Washingtonu, D.C., v Kalifornii a v Texasu v různých funkcích. V červnu 1941 se sešel s „Chief of Staff“ generálem Walterem Kruegerem, velitelem třetí americké armády ve Fort Sam Houston v Texasu. V září 1941 byl povýšen do hodnosti „Brigadier General“ (brigádní generál). Ačkoli jeho velitelské schopnosti byly jeho nadřízeným známy, nikdy se s ním nepočítalo jako s někým, kdo by měl vést důležité operace ve válce.

## Druhá světová válka

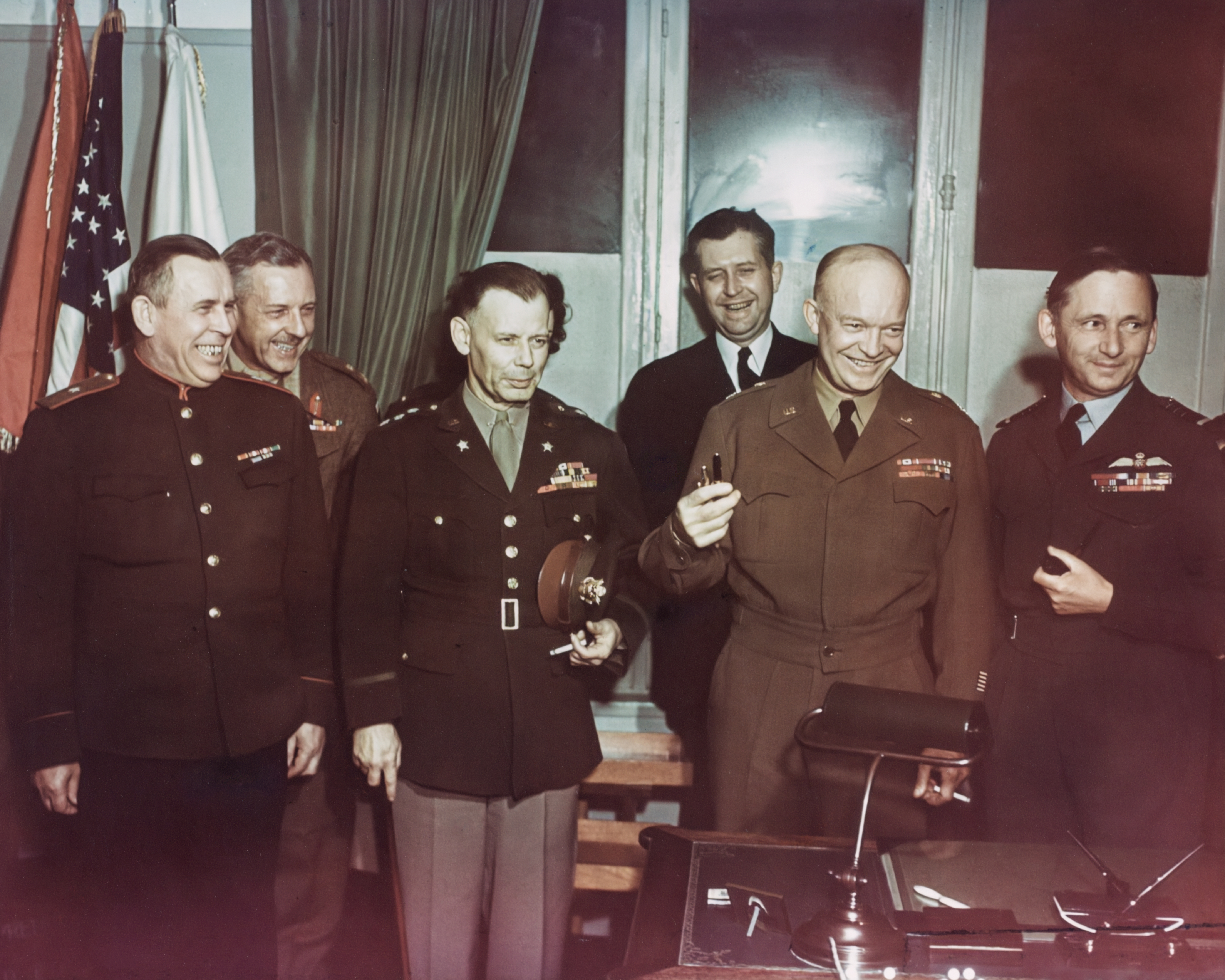
Eisenhower oslavuje německou kapitulaci s ostatními členy protinacistické koalice

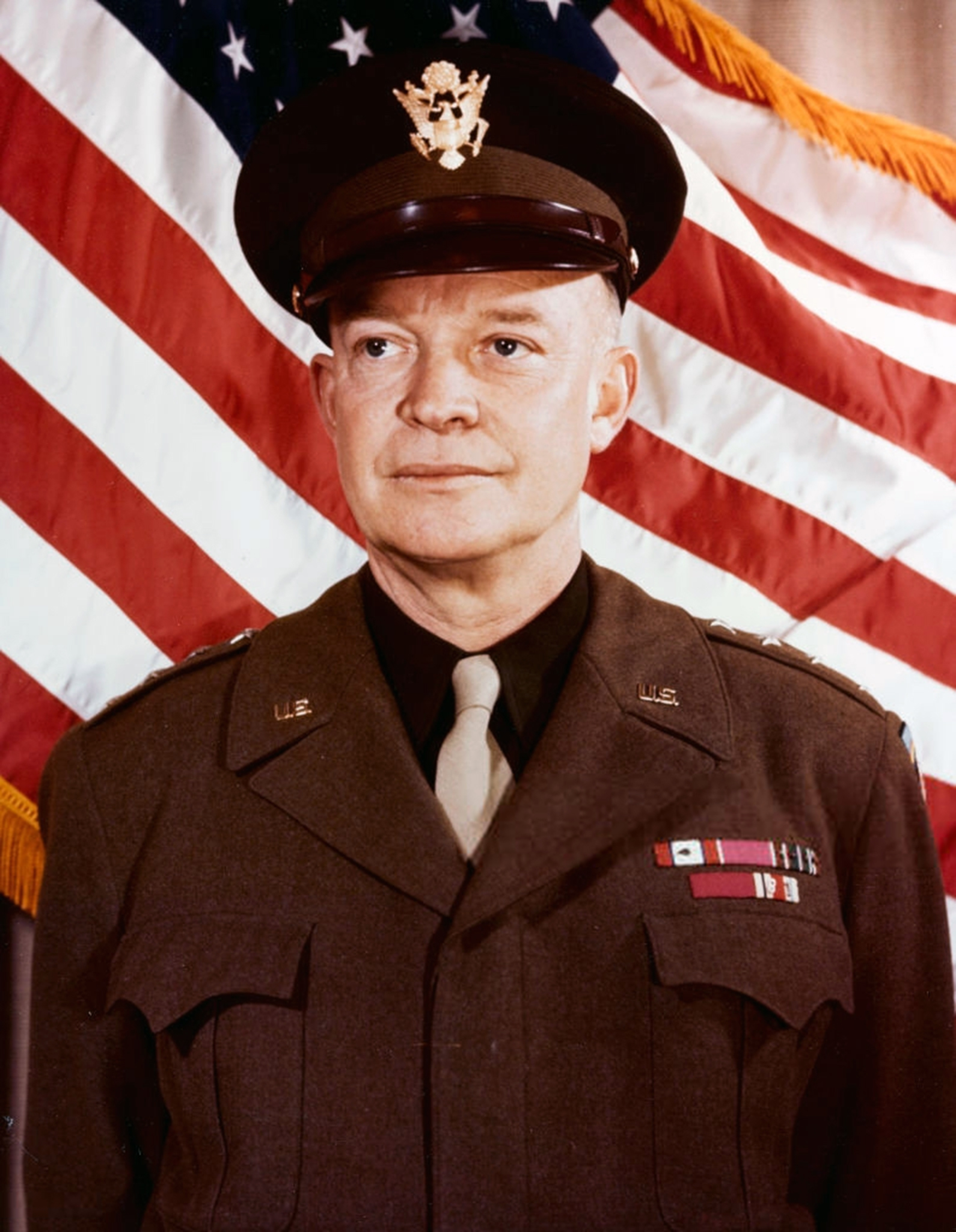
Eisenhower v uniformě

Po japonském útoku na Pearl Harbor byl převelen do Generálního štábu ve Washingtonu, kde sloužil do června 1942. Zodpovídal za vytváření vojenských plánů, které měly zajistit porážku Japonského císařství a nacistického Německa. V červnu 1942 byl jmenován do „Deputy Chief in charge of Pacific Defenses under the Chief of the War Plans Division“. Všude sklízel uznání a tak byl nakonec jmenován do funkce „Assistant Chief of Staff in charge of Operation Division under Chief of Staff General George C. Marshall.“ George Catlett Marshall si plně uvědomoval a znal jeho skvělé organizační a administrativní schopnosti a pomohl mu dostat se na vrchol mezi tzv. „Senior Command Positions“.
V roce 1942 byl jmenován „Commanding General, European Theater of Operation“ (ETOUSA), která sídlila v Londýně (od té doby měl svou řidičku Kay Summersby). V listopadu byl také jmenován „Supreme Commander Allied Expeditionary Force of the North African Theater of Operations“ (NATOUSA). V únoru 1943 začali také jeho zásluhou spojenci v Severní Africe postupovat. Získal si tím respekt všech generálů včetně arogantního britského generála Bernarda Law Montgomeryho – velitele osmé britské armády. Mohlo konečně začít také tuniské tažení, kvůli kterému se vzdal velení ETOUSA, aby se mohl plně věnovat vedení NATOUSA. Po porážce fašistických sil v severní Africe byl převelen k „Mediterranean Theater of Operations“ (MTO). To měla být pro něj další výzva, kdy měl vymyslet plán, který by zajistil úspěšné vylodění spojenců v Itálii. Nakonec přišel s plánem invaze na Sicílii a na Apeninský poloostrov.
V prosinci 1943 mu byla přislíbena hodnost „Supreme Allied Commander in Europe“ (SHAEF). V lednu 1944 pokračoval jako velitel EUTOUSA a v následujících měsících byl oficiálně jmenován velitelem „SHAEF“ kde plnil nezbytnou roli v celém procesu osvobozování Evropy. V těchto hodnostech byl pověřen dalším úkolem – vyloděním spojenců v Evropě s krycím názvem „Operace Overlord“, které mělo osvobodit Evropu a porazit nacistické Německo. Operace Overlord, neboli Den D, se nakonec uskutečnila 6. června 1944. Měl dále za úkol, jako velitel AFHQ, naplánovat vylodění v jižní Francii (Operace Dragoon). Od té doby až do konce války zodpovídal za všechna americká vojska na Západní frontě severně od Alp. Jako uznáni mezi „senior commander“ byl 20. prosince 1944 povýšen do hodnosti „General of the Army“, která je americkou obdobou polního maršála ve většině evropských armád. V této a předešlých hodnostech ukázal svůj velký talent ve vedení a smysl pro diplomacii. Ačkoli nikdy přímo nezažil žádnou válku a bitvu na vlastní kůži, vydobyl si respekt předních generálů a politických vůdců. Vypořádával se s vojenským uměním i osobními ambicemi a egoismem svých problematických podřízených jako byl např. Omar Bradley, George S. Patton a další jemu podřízení velitelé, kteří často zastávali odlišnou taktiku pro osvobozování Evropy. Jednalo se také o takové osobnosti jako byli Winston Churchill, britský polní maršál Bernard Montgomery a francouzský generál a budoucí prezident Francie Charles de Gaulle. Jejich spory o způsob osvobozování Evropy byly nezanedbatelné, ale nikdy neohrožovaly jejich vzájemné vztahy. Jako jeden z mála Američanů byl schopen najít cestu i k Sovětům v čele s maršálem Georgijem Žukovem a Josefem Visarionovičem Stalinem, se kterými často osobně jednal. Tím si velice získal důvěru u svého nejvyššího nadřízeného, amerického prezidenta Franklina D. Roosevelta. Během jednání se Sověty vyjednal například, že to budou právě Sověti, kteří osvobodí Berlín. A tím zachránil podle odhadů až 100 000 amerických vojáků. Avšak toto jeho rozhodnutí bylo později mnohými historiky kritizováno, neboť tím posílil sovětský vliv a mělo to za následek velké množství Rusů padlých v berlínských ulicích během jeho osvobozování.
Nikdy nebylo zcela jisté, zdali bude Operace Overlord úspěšná. Takováto operace s sebou nesla mnoho rizik, bylo velmi důležité navrhnout nejen správnou oblast pro vylodění, ale také správně stanovit její načasování. Nicméně, všechny alternativní plány měly svá rizika. Naštěstí se spojenci rozhodli pro vylodění v Normandii. Pochybnosti o tomto vylodění měl i on sám, což dokazuje náhodně nalezený a předem připravený projev, který měl nachystán pro případ, že by se toto vylodění nepovedlo. V něm bral všechnu odpovědnost na sebe.
Originální proslov, který byl nalezen v kapse košile vojenským pobočníkem:
„Our landings in the Cherbourg-Havre area have failed to gain a satisfactory foothold and I have withdrawn the troops. My decision to attack at this time and place was based on the best information available. The troops, the air and the Navy did all that bravery and devotion to duty could do. If any blame or fault attaches to the attempt, it is mine alone."
Přeloženo:
„Naše vylodění v oblasti Cherbourg-Havre selhalo; nepodařilo se vytvořit potřebný opěrný bod, a proto jsem vojska stáhl. Mé rozhodnutí o místě a okamžiku útoku bylo založeno na nejlepších dostupných informacích. Pěchota, letectvo a námořnictvo vykonali vše, co jen zmůže hrdinství a oddanost povinnosti. Má-li se někomu připsat vina či chyba, pak jen a pouze mně.“

## Počátky politické kariéry
Po německé bezpodmínečné kapitulaci 8. května 1945 byl jmenován „Military Governor of the U.S. Occupation Zone“ se sídlem ve Frankfurtu nad Mohanem. Měl za úkol spravovat jednu ze čtyř okupačních zón, na které bylo Německo po válce rozděleno.
| Vláda Dwighta Eisenhowera        | Vláda Dwighta Eisenhowera | Vláda Dwighta Eisenhowera |
| -------------------------------- | ------------------------- | ------------------------- |
| Úřad                             | Osoba                     | Období                    |
|                                  |                           |                           |
| Prezident                        | Dwight D. Eisenhower      | 1953–1961                 |
| Viceprezident                    | Richard Nixon             | 1953–1961                 |
|                                  |                           |                           |
| Ministr zahraničí                | John Foster Dulles        | 1953–1959                 |
|                                  | Christian Herter          | 1959–1961                 |
| Ministr financí                  | George Humphrey           | 1953–1957                 |
|                                  | Robert B. Anderson        | 1957–1961                 |
| Ministr obrany                   | Charles E. Wilson         | 1953–1957                 |
|                                  | Neil H. McElroy           | 1957–1959                 |
|                                  | Thomas S. Gates, Jr.      | 1959–1961                 |
| Ministr spravedlnosti            | Herbert Brownell, Jr.     | 1953–1957                 |
|                                  | William P. Rogers         | 1957–1961                 |
| Ministr pošt                     | Arthur E. Summerfield     | 1953–1961                 |
| Ministr vnitra                   | Douglas McKay             | 1953–1956                 |
|                                  | Fred A. Seaton            | 1956–1961                 |
| Ministr zemědělství              | Ezra T. Benson            | 1953–1961                 |
| Ministr obchodu                  | Sinclair Weeks            | 1953–1958                 |
|                                  | Lewis L. Strauss          | 1958–1959                 |
|                                  | Frederick H. Mueller      | 1959–1961                 |
| Ministr práce                    | Martin P. Durkin          | 1953                      |
|                                  | James P. Mitchell         | 1953–1961                 |
| Ministr zdravotnictví a vzdělání | Oveta Culp Hobby          | 1953–1955                 |
|                                  | Marion B. Folsom          | 1955–1958                 |
|                                  | Arthur S. Flemming        | 1958–1961                 |

Po plném prozkoumání koncentračních táborů, které měly konečně vyřešit židovskou otázku, přikázal svým válečným zpravodajům natočit co nejvěrnější dokument o koncentračních táborech, který měl pomoci varovat a předejít opakování něčeho podobného v budoucnosti. A také, aby velitelé těchto táborů nemohli před soudem později tvrdit něco jiného. Učinil také rozhodnutí, které překlasifikovalo německé válečné zajatce na neozbrojené vojenské síly, díky čemuž tyto jednotky mohly pomoci s budováním poválečného Německa s minimálním právem na odměny. Velmi také podporoval Morgenthauův plán, který měl z Německa odstranit průmyslové oblasti a tím zamezit možné budoucí válce.
V prosinci 1945 pomohl s distribucí Morgenthauovy knihy „Germany is Our Problem“, která představovala cestu, jakou by se poválečné Německo mělo vydat a jak by mělo být spravováno.
V letech sloužil 1945–1948 jako „Chief of Staff of the U.S. Army. V prosinci 1950 byl jmenován vrchním velitelem NATO. Velel operačnímu velitelství sil NATO v Evropě.
Z aktivní služby odstoupil 31. května 1952. Před vstupem do politiky napsal knihu „Crusade in Europe“, která je považována za jednu z nejlepších válečných memoárových děl v amerických dějinách. Během této doby pracoval jako děkan Kolumbijské univerzity.
Díky jeho četným válečným úspěchům byl při návratu do Spojených států oslavován jako národní hrdina. Jednalo se o netradičního válečného hrdinu hlavně z toho důvodu, že nikdy ve svém životě neviděl žádnou válečnou frontu na vlastní oči. Jeho osobní zkušenost s nepřátelskou palbou nastala pouze jednou jedinkrát, to když v roce 1944 při inspekci pozemních vojsk v Normandii nad jeho hlavou proletělo německé letadlo. Během tohoto přeletu se všichni vojáci včetně nejvyššího velitele kryli. Když bylo letadlo zneškodněno, vojáci mu pomohli zpět na nohy. Když jim poděkoval, jeden z nich mu řekl, že to je jejich jediný úkol – aby zůstal v jejich sektoru nezraněn. Tuto historku pak vyprávěl svému okolí velmi často.
Nedlouho po svém návratu se připojil k Republikánské straně, která jej v roce 1952 nominovala jako kandidáta do prezidentských voleb. Jeho soupeř na kandidátce byl senátor Robert Taft, kterého porazil. Oba však nakonec došli ke společnému kompromisu, neboť jejich úmysl stát se prezidentem USA byl prosazován ve stylu "křižácké výpravy" proti Trumanově politice. On sám před volbami přislíbil, že osobně pojede do Koreje, kde pomůže ukončit Korejskou válku a bude dále bojovat s pomocí NATO proti komunismu ve světě. Vše měl podtrhnout jeho boj proti korupci v administrativní sféře v USA.

## Prezidentství 1953–1961

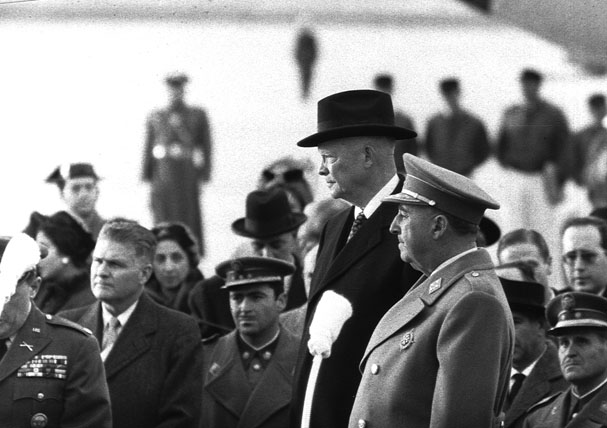
Francisco Franco a Eisenhower v roce 1959 v Madridu

Měl za sebou silného společníka Richarda Nixona, jehož dcera se později provdala za jeho vnuka. Společně s Richardem Nixonem snadno porazili demokraty Adlai Stevensona a Johna Sparkmana a po dvaceti letech byli dalšími republikány v Bílém domě. Stal se jediným americkým generálem, který se během 20. století stal prezidentem USA. 

### Zahraniční politika

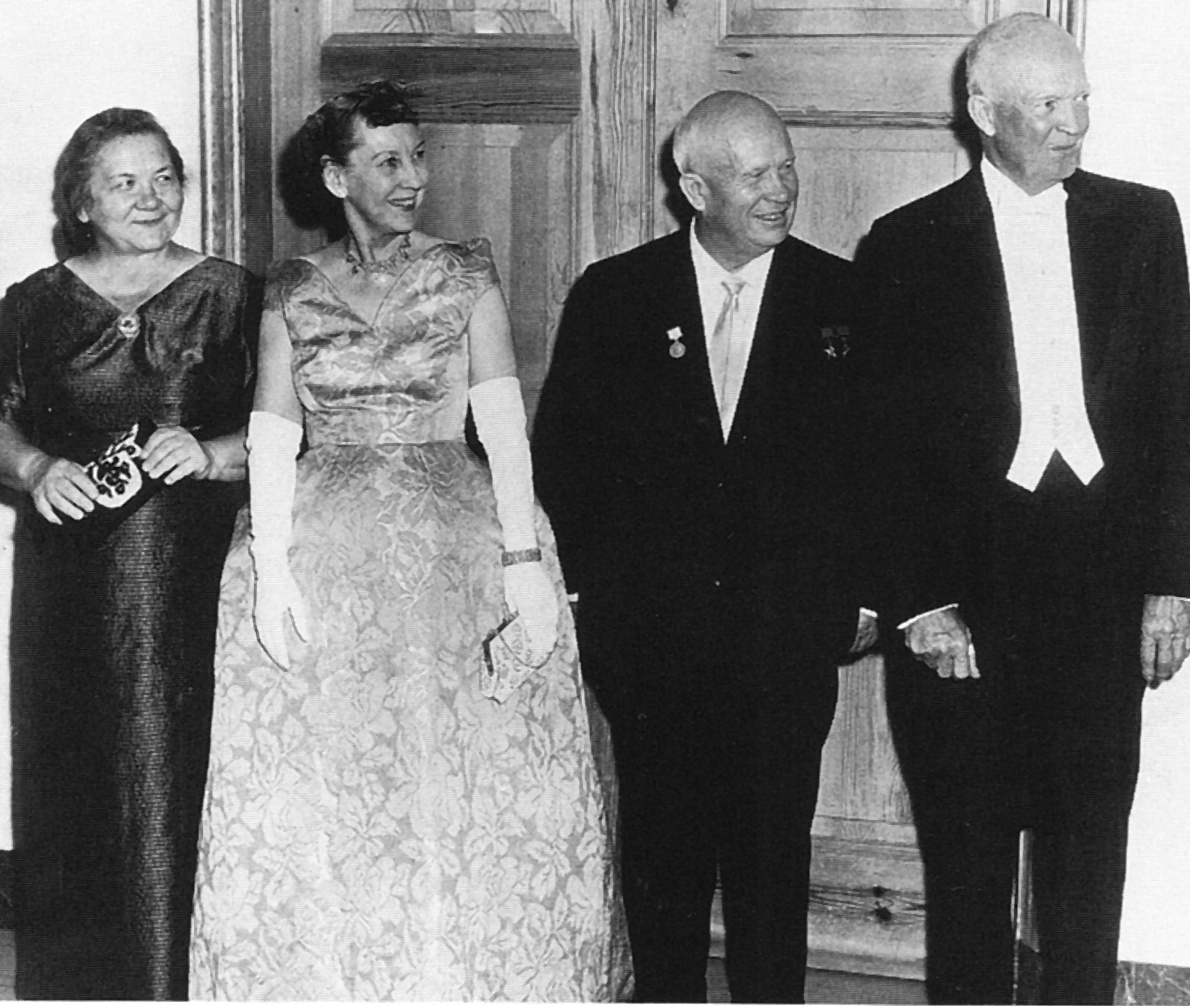
Zleva: Nina Chruščovová, Mamie Eisenhowerová, Nikita Chruščov a Einsenhower při státní večeři v roce 1959

V září 1953, jako druhý západní stát (po Vatikánu), USA narušily diplomatickou izolaci frankistického Španělska. Současně USA začaly poskytovat finanční a vojenskou pomoc Španělsku (tzv. Madridský pakt).
Během své prezidentské kampaně Eisenhower slíbil ukončení americké účasti v korejské válce. Již v červenci 1953 proto USA spolupodepsaly dohodu o neútočení na Korejském poloostrově. V roce 1954 jeho administrativa pomohla ustanovit jihoasijskou obdobu NATO – obrannou alianci SEATO. Jejím hlavním účelem bylo zastavení šíření komunismu v regionu. V prosinci 1954 USA podepsaly bilaterální obrannou smlouvu s Čínskou republikou (Tchaj-wanem). K podepsání došlo během první krize v Tchajwanské úžině.
Obklopil se konzervativními politiky usilujícími o silové prosazování amerických zájmů ve světě. V probíhající studené válce vsadil na prosazování radikálního antikomunismu. Jeho ministrem zahraničí se stal John Foster Dulles, který propagoval narativ o obraně „svobodného světa“ před komunismem. Eisenhower s cílem aktivního boje proti šíření komunismu souhlasil, ale odmítal přímou účast amerických vojáků v zahraničních konfliktech. Podpořil proto relativně nově vzniklou CIA a tajné operace, které navrhoval její ředitel Allen Dulles, bratr ministra zahraničí. Dullesové zejména v Latinské Americe a na Blízkém východě u prezidenta prosazovali orchestraci nebo podporu státních převratů a odstraňování nepohodlných politiků pro americké zájmy. Takto Eisenhower schválil Projekt FF na svržení egyptského krále Farúka I., státní převrat v Íránu v roce 1953, kterým byl svržen demokraticky zvolený premiér Muhammad Mosaddek, státní převrat v Guatemale v roce 1954, kterým byl svržen demokraticky zvolený prezident Jacobo Árbenz Guzmán, nebo operaci Passage to Freedom, během které byla propagandou vyvolávána panika mezi katolíky v Severním Vietnamu s cílem stát oslabit. Další antikomunistické operace byly zahájeny v Tibetu, Laosu nebo v Indonésii. V Evropě schválil výzvědnou operaci Gold a podporoval vytváření krajně pravicových milicí Gladio. Na konec jeho mandátu také připadla kubánská revoluce a první operace USA s cílem destabilizovat tamní komunistický režim (operace 40 nebo operace Petr Pan). Na úplný závěr svého mandátu schválil plány zabití dvou zahraničních politických představitelů (jako první americký prezident, u něhož je toto známo). Šlo o Fidela Castra a Patrice Lumumbu. Těsně před prezidentskými volbami 1960 také schválil plán invaze na Kubu.
V roce 1956 jeho administrativa přerušila kontakty s egyptským nacionalistou Gamálem Násirem, se kterým se od egyptské revoluce z roku 1952 pokoušeli navázat obchodní a vlivové vazby (viz Projekt OMEGA). V červenci poté Násir znárodnil Suezský průplav, který byl državou Britů. Vypukla suezská krize. Britové, Francouzi a Izraelci v reakci připravili útok na Egypt. Eisenhower byl proti útoku, jelikož bylo v americkém zájmu, aby se z Blízkého východu Evropané stáhli. Po útoku Eisenhower vyvinul veškeré diplomatické úsilí, aby trojici zemí donutil ke stažení z Egypta, což se mu podařilo. Tato zkušenost měla za následek Eisenhowerovu doktrínu z ledna 1957, která nabízela blízkovýchodním zemím vojenskou a finanční pomoc USA, a to zejména proti ohrožení Sovětským svazem a tzv. „mezinárodním komunismem“. Dne 15. července 1958 poslal 15 000 vojáků do Libanonu jako součást operace „Blue Bat“ (Modrý netopýr). Tato operace byla nevojenského charakteru a měla pomoci stabilizovat tehdejší prozápadní vládu. Operace „Blue Bat“ skončila v říjnu.
Během jeho vlády došlo k vyvinutí průzkumného letounu Lockheed U-2. Primárním cílem projektu bylo pro CIA dosáhnout možnosti přeletů přes území Sovětského svazu. První operační let proběhl 19. června 1956. V roce 1960 to vedlo k tzv. aféře U-2.
Byl podporovatelem mírového využití jaderné energie. V prosinci 1953 vystoupil v OSN se svým proslovem, který zahájil program Atomy pro mír. V něm propagoval myšlenku pozitivního využití štěpné jaderné reakce pro energetiku a medicínu. USA poté pomáhaly 30 zemím vytvářet jaderná vyzkumná střediska a budovat první reaktory (například v Íránu nebo Izraeli).
V roce 1957 způsobilo šok vyslání sovětské družice Sputnik 1 na nízkou oběžnou dráhu Země. Vládní antikomunistická kampaň v Američanech vyvolala dojem, že Sovětský svaz je zaostalý, ale nyní byl první zemí světa, která vstoupila do vesmíru. To zahájilo vesmírný závod. V listopadu 1957 následoval úspěšný let Sputniku 2, který do vesmíru vynesl prvního živého tvora – psa Lajku. Eisenhowerova administrativa odpověděla raketou Vanguard, která po odkladech odstartovala v prosinci 1957, ale ihned po startu explodovala. To posílilo paniku. Až v lednu 1958 se podařilo na oběžnou dráhu Země dostat družici Explorer 1. V červenci 1958 prezident podepsal zákon o vzniku Národního úřadu pro letectví a vesmír (NASA).

### Domácí politika
Za jeden z jeho největších úspěchů (jako prezidenta) je Američany považován jeho Mezistátní dálniční systém USA z roku 1956, který byl tehdy pokládán za nezbytný kvůli studené válce. Lidé tehdy věřili, že v případné válce to budou právě velká města, která se stanou hlavním cílem nepřítele a systém dálnic měl zajistit rychlou evakuaci velkých měst a rychlý přesun vojsk. Tento systém byl založen na jeho vlastních zkušenostech z války, kde pochopil, že flexibilita vojska a civilního obyvatelstva je velice důležitá. Během jeho výkonu prezidentské funkce vyhlásil doktrínu Dynamického konzervatismu. Ačkoli zastával konzervativní ekonomickou politiku, pokračoval ve všech podstatných bodech v New Dealu. Zvláště v oblasti sociálního zabezpečení. Rozšířil tento program i na ministerstva zdravotnictví, školství a vnitra. Jeho osobní kvality, které potvrdil ve funkci prezidenta USA, byly oceněny v druhých prezidentských volbách v roce 1956, kdy získal 57,6 %.
Byl zastáncem lidských práv. Podpořil Nejvyšší soud v rozhodnutí o desegregaci amerických škol. Zákon byl poté přijat jako dodatek ústavy USA. Den po vynesení rozsudku se zasadil o vytvoření modelové situace ve Washingtonu. Liberálové sice tvrdí, že nikdy nebyl v tomhle ohledu skutečně zapálený, nic to ale nemění na faktu, že jeho činy přispěly k desegregaci americké společnosti.
Jeho posledním činem byl program „People to People“, který zajišťoval stipendia ve školství. Během jeho vlády se americká federace rozšířila na 50 států. 3. ledna 1959 byla připojena Aljaška a 21. srpna 1959 souostroví Havaj. Podobně jako za jeho předchůdce, během jeho funkčního období se značně snížil poměr národního dluhu vůči výkonu ekonomiky (HDP), který vznikl hlavně během druhé světové války.

## Důchod a smrt
Jeho poslední proslov z Oválné pracovny zazněl 17. ledna 1961. Varoval v něm před nebezpečím studené války a zdůraznil roli americké armády ve světě. V tomto projevu poprvé použil pojem vojensko-průmyslový komplex, před jehož rozmachem veřejnost taktéž varoval.

(Tato část jeho projevu se dokonce stala námětem celovečerního dokumentu Why We Fight.)
Musíme střežit, aby nedošlo k nabytí neoprávněnému vlivu vojensko-průmyslovým komplexem, ať už získaného záměrně či bezděčně. Možnost katastrofálního vzestupu moci ve špatných rukou existuje a bude přetrvávat. Nesmíme nikdy dovolit, aby tíha této kombinace ohrozila naše svobody a demokratické procesy.

Po odchodu z Bílého domu jeho popularita poklesla, protože byl považován za prezidenta, který prakticky nic neudělal. Možná to bylo proto, že jeho nástupcem se stal aktivně pracující John Fitzgerald Kennedy. Avšak jeho zásluhy v oblasti občanských práv a s nimi spojeným přerušeným mccarthismem jsou nesporné. V dnešní době je mnohými historiky označován za jednoho z deseti nejlepších amerických prezidentů. Důchod spolu se ženou strávil poklidně na farmě v Gettysburgu v Pensylvánii.
Od politiky se nedistancoval úplně. Pomáhal při kampaních stranických kandidátů v Gettysburgu.
Také pro zajímavost – předtím, než se stal prezidentem USA, musel rezignovat na vojenskou hodnosti „General of the Army“ spolu se všemi vojenskými funkcemi.
Zemřel ve 12:25 hodin 28. března 1969 ve „Walter Reed Army Hospital“ ve Washingtonu, D.C. na srdeční selhání ve věku 78 let. Je pochován spolu se svou ženou a svým prvním synem v malé kapli „Place of Meditation“ v „Eisenhower Presidential Library“ v Abilene.

## Pocty
- Eisenhowerův obraz byl na dolarové minci v letech 1971–1978.
- Britská lokomotiva třídy A4 číslo 4496 byla přejmenována z „Golden Shuttle“ na "Dwight D. Eisenhower" v roce 1946. Tato lokomotiva je nyní v Národním vlakovém muzeu v Green Bay ve Wisconsinu.
- Eisenhowerovo Zdravotnické středisko v Rancho Mirage, Kalifornie byla pojmenována po prezidentovi v roce 1971.
- Eisenhower's Tunnel byl dokončen 1979 v Denveru v Coloradu.
- Eisenhower's Institute byl založen ve Washingtonu D.C. jako „Policy institute to advance Eisenhower´s intellectual and leadership legacies“.

## Citáty
A people that values its privileges above its principles soon loses both.
(překlad: Národ, který si cení svých výsad víc než svých zásad, brzy ztratí obojí.)

## Dílo
- O invasi a vítězství. Překlad Štěpán Andreas. [s.l.]: Naše vojsko, 1947. 200 s.
- Invaze do Evropy (Crusade in Europe). Překlad Vladimír Vařecha. [s.l.]: Naše vojsko, 1983. 448 s.

## Odrazy v populární kultuře
- Nejdelší den, hraný film o invazi do Normandie z roku 1962.
- Generál Eisenhower: Velitel invaze, americký televizní film z roku 2004